# Пекел (Требње)
Пекел (словен. Pekel) је насељено место у општини Требње, регија Југоисточна Словенија, Словенија.

## Историја
До територијалне реорганизације у Словенији био је у саставу старе општине Требње.

## Становништво
У попису становништва из 2011. године, Пекел је имао 70 становника.
| Број становника према пописима | Број становника према пописима | Број становника према пописима |
| ------------------------------ | ------------------------------ | ------------------------------ |
| 1991                           | 2002                           | 2011                           |
| 70                             | 71                             | 70                             |

Напомена: Године 2005. умањено за дио насеља који је припојен насељу Требње.

## Галерија
- сеоске куће
- детаљ